# Maciej Iwański
Maciej Iwański (Cracovia, 7 maggio 1981) è un ex calciatore polacco, di ruolo centrocampista.

## Carriera

### Club
Il Legia Varsavia lo acquista nell'estate del 2008.
Nel 2011 passa al Manisaspor.

### Nazionale
Fa il suo debutto il 6 dicembre 2006 in un'amichevole contro gli Emirati Arabi Uniti. Il primo gol in Nazionale arriva il 3 febbraio 2007 nella vittoria casalinga per 4-0 contro l'Estonia.

## Palmarès

### Club
- Campionato polacco: 1

Zagłębie Lubin: 2006-2007